# 諸橋正美
諸橋 正美（もろはし まさみ、1986年10月4日 - ）は、日本の元プロレスラー。
実兄にプロレスラーの諸橋晴也がいる。

## 経歴
- 2006年6月4日、DDTプロレスリング後楽園ホール大会の対諸橋晴也戦でデビュー。
- 2008年、内臓疾患で欠場。
- 2009年1月22日、引退。